# Толмаджян, Асмик Карапетовна
Асмик Карапетовна Толмаджян (арм. Հասմիկ Կարապետի Տոլմաջյան; род. 10 марта 1974, Ереван) — армянский дипломат, посол Армении в Швейцарии (2014—2018) и Франции (2018—н. в.).

## Биография
Родилась 10 марта 1974 года в Ереване. В 1991—1996 годах обучалась в Ереванском государственном университете, в 1996—1997 годах — в Университете Пантеон-Ассас в Париже, в 1997—1999 годах — в Институте политических исследований там же.
В 1995—1996 и 2004—2014 годах работала в Министерстве иностранных дел Армении. В 2000—2004 годах работала в посольстве Армении во Франции. В 2008—2014 годах являлась советницей министра иностранных дел Армении.
В 2014—2018 являлась заместительницей постоянного представителя Армении при ООН и послом Армении в Швейцарии. С 2018 года является послом Армении во Франции. С 2020 года по совместительству является послом Армении в Монако.
Знает английский, армянский, русский и французский языки. Состоит в браке, имеет двоих детей.

## Награды
- Медаль министерства иностранных дел Армении (2014)[3].

- Орден «За заслуги» (Франция, 2016)[3].